# Вологодский проезд
Волого́дский прое́зд — улица в районах Лианозово и Бибирево Северо-Восточного административного округа города Москвы. Проходит от Угличской улицы до Шенкурского проезда.

## Название
Назван в 1990 году по городу Вологде в связи с расположением на севере Москвы. Название перенесено с одноимённой исчезнувшей улицы в посёлке Лианозово.

## Описание
Вологодский проезд проходит на восток, начинаясь от Угличской улицы, справа примыкают Абрамцевская, Хотьковская и Новгородская улицы. По левой стороне находится Алтуфьевский пруд с усадьбой Алтуфьево. Затем проезд пересекает Алтуфьевское шоссе и кончается на пересечении с Шенкурским проездом у Лианозовского питомника. Несмотря на значительную продолжительность проезда, все здания вдоль него пронумерованы по близлежащим улицам.